# 송현덕
송현덕(1990년 6월 6일 ~ )은 대한민국의 전 스타크래프트 II 프로게이머이다. 종족은 프로토스이며, 아이디는 HerO이다.

## 개요

### 스타크래프트
2006년 상반기 드래프트에서 르까프 오즈의 3차 지명으로 입단하였다.
2008년 2월 웨이버 공시가 되면서 사실상 은퇴하였다.

### 스타크래프트 II
이후 oGs에 입단하여 스타크래프트 II 게이머로 전향하였다.
2011년 8월 oGs를 탈퇴하고 팀 리퀴드에 입단했다.
2016년 2월 팀 리퀴드와의 결별을 공식 발표했다.
2016년 10월 3일 Team RevolutioN 입단을 발표했다.
2018년 3월 28일 은퇴를 선언했다.

## 주요 기록
스타크래프트 II : 프리미어 개인리그 우승 5회, 준우승 2회

### 스타크래프트
- 2006년 6월 제21회 커리지매치 입상

### 스타크래프트 II
- 2011년 펩시 GSL July. 코드A 32강
- 2011년 Sony Ericsson GSL Oct. 코드A 16강
- 2011년 Sony Ericsson GSL Nov. 코드A 32강
- 2011년 MLG Raleigh 6위
- 2011년 MLG Orlando 13위
- 2011년 MLG Providence 10위
- 2011년 NASL Season 2 준우승
- 2011년 DreamHack Winter 2011 우승
- 2011년 2011 Blizzard Cup 10강
- 2012년 HomeStory Cup Season 4 16강
- 2012년 Intel Extreme Masters Global Challenge: Kiev 9-12th
- 2012년 ASUS ROG Tournament ASSEMBLY Winter 2012 8강
- 2012년 IPL 4 29-36th
- 2012년 HOT6 GSL Season 1 코드A 24강
- 2012년 HOT6 GSL Season 2 코드S 4강
- 2012년 2012 무슈제이 글로벌 스타크래프트 II 리그 Season 3 코드S 32강
- 2012년 IPL Tournament of Champions 3위
- 2012년 NASL Season 3 8강
- 2012년 배틀넷 월드 챔피언쉽 시리즈 SC2 2012 한국대표 선발전 한국대표로 선발
- 2012년 MLG Summer Arena 7-8th
- 2012년 MLG Summer ChampionShip 5-6th
- 2012년 DreamHack EIZO Open: Summer 8강
- 2012년 ASUS ROG Tournament ASSEMBLY Summer 2012 8강
- 2012년 핫식스 2012 글로벌 스타크래프트 II 리그 시즌 4 8강
- 2012년 2012 월드 챔피언십 시리즈(WCS) 아시아 파이널 3위
- 2012년 DreamHack Winter 2012 우승
- 2012년 North American Star League Season 4 우승
- 2013년 DreamHack Open: Stockholm 4강
- 2013년 2013 WCS 아메리카 시즌 1 프리미어리그 우승 (vs 김동현 4:2) (2013 WCS 시즌 1 파이널 진출)
- 2013년 2013 WCS Season1 TG삼보-Intel Finals 16강
- 2013년 MLG 2013 Spring Season Championship 4강
- 2013년 2013 WCS 아메리카 시즌 2 프리미어 리그 32강
- 2013년 2013 Ritmix Russian StarCraft II League Season 5 16강
- 2013년 IEM Season VIII - Shanghai 4강
- 2013년 SK플래닛 스타크래프트Ⅱ 프로리그 12-13 정규시즌 신인상
- 2013년 2013 WCS 아메리카 시즌 2 챌린저리그 8강
- 2013년 2013 DreamHack Open: Bucharest 16강
- 2013년 IEM Season VIII - New York 8강
- 2013년 2013 WCS 아메리카 시즌 3 프리미어리그 6강(2013 WCS 시즌 3 파이널 진출)
- 2013년 2013 WCS 시즌 3 파이널 16강
- 2013년 StarsWar League Season 3 준우승
- 2013년 2013 WCS 글로벌 파이널 16강
- 2013년 HomeStory Cup VIII 8강
- 2013년 2013 DreamHack Open: Winter 12강
- 2014년 ASUS ROG Winter 2014 16강
- 2014년 IEM Season VIII - Cologne 우승
- 2014년 2014 WCS 아메리카 시즌 1 프리미어리그 32강
- 2014년 IEM Season VIII - World Championship 16강
- 2014년 2014 DreamHack Open: Bucharest 32강
- 2014년 2014 WCS 아메리카 시즌 2 프리미어리그 32강
- 2014년 SanDisk SHOUTcraft Invitational 8강
- 2014년 2014 DreamHack Open: Summer 준우승
- 2014년 IEM Season IX - Shenzhen 16강
- 2014년 Destiny I 16강
- 2014년 World E-sport Championships 2014 3위
- 2014년 2014 DreamHack Open: Stockholm 64강
- 2014년 2014 WCS 아메리카 시즌 3 프리미어리그 8강
- 2014년 2014 DreamHack Open: Winter 12강
- 2015년 2015 스베누 글로벌 스타크래프트 II 리그 시즌 2 코드 S 32강
- 2015년 2015 DreamHack Open: Valencia 8강
- 2015년 2015 DreamHack Open: Stockholm 32강
- 2016년 2016 핫식스 글로벌 스타크래프트 II 리그 시즌 1 코드 S 32강
- 2016년 2016 핫식스 글로벌 스타크래프트 II 리그 시즌 2 코드 S 32강

## 천적 정윤종
송현덕은 정윤종에게 핫식스 GSL 시즌4 8강에서 0:3으로 패배하였고 이후 펼쳐진 WCS 아시아 파이널 승자 결승전에서도 0:2으로 패배하였다. 그리고 2012년 12월 31일 SK플래닛 스타크래프트2 프로리그 12-13시즌에서도 패배하였다.
상대전적 0:6으로 크게 열세이다. 그러나 2013년 4월 20일 용산에서도 다시 패배하였으나, 풀세트까지 가는 접전 끝에 에이스 결정전에서 승리하면서 처음 승리하였다. 1:7로 아직 송현덕이 크게 밀린다.

## 용산 징크스
프로리그 경기시 신도림에서는 12승4패로 송도림(송현덕+신도림)이라는 별명을 가지고 있지만 이상하게도 용산에서는 성적이 2승 1무(2013년 1월26일 2라운드 STX 소울 대 백동준 전) 9패(몰수패 포함)의 성적을 가지고 있다.